# 60.ª edición de los Premios Grammy
La 60.ª edición de los Premios Grammy se llevó a cabo el 28 de enero de 2018. CBS transmitió el programa en vivo desde el Madison Square Garden en la ciudad de Nueva York. James Corden regresó como anfitrión.

## Categorías Generales
Grabación del año
- "24K Magic" - Bruno Mars
  - Shampoo Press & Curl, producers; Serban Ghenea, John Hanes & Charles Moniz, engineers/mixers; Tom Coyne, mastering engineer
- "Redbone" – Childish Gambino
  - Donald Glover & Ludwig Goransson, producers; Donald Glover, Ludwig Goransson, Riley Mackin & Rubén Rivera, engineers/mixers; Bernie Grundman, mastering engineer
- "Despacito (Remix)" – Luis Fonsi and Daddy Yankee featuring Justin Bieber
  - Josh Gudwin, Mauricio Rengifo & Andrés Torres, producers; Josh Gudwin & Jaycen Joshua, Chris "TEK" O’Ryan, Mauricio Rengifo, Juan G Rivera "Gaby Music", Luis "Salda" Saldarriaga & Andrés Torres, engineers/mixers; Dave Kutch, mastering engineer
- "The Story of O.J." – Jay-Z[3]
  - Jay-Z & No I.D., producers; Jimmy Douglass & Gimel "Young Guru" Keaton, engineers/mixers; Dave Kutch, mastering engineer
- "Humble" – Kendrick Lamar
  - Asheton Hogan & Mike Will Made It, producers; Derek "MixedByAli" Ali, James Hunt & Matt Schaeffer, engineers/mixers; Mike Bozzi, mastering engineer

Álbum del año
- 24K Magic – Bruno Mars
  - Shampoo Press & Curl, producers; Serban Ghenea, John Hanes & Charles Moniz, engineers/mixers; Christopher Brody Brown, James Fauntleroy, Philip Lawrence & Bruno Mars, songwriters; Tom Coyne, mastering engineer
- "Awaken, My Love!" – Childish Gambino
  - Donald Glover & Ludwig Goransson, producers; Bryan Carrigan, Chris Fogel, Donald Glover, Ludwig Goransson, Riley Mackin & Rubén Rivera, engineers/mixers; Donald Glover & Ludwig Goransson, songwriters; Bernie Grundman, mastering engineer
- 4:44 – Jay-Z
  - Jay-Z & No I.D., producers; Jimmy Douglass & Gimel "Young Guru" Keaton, engineers/mixers; Shawn Carter & Dion Wilson, songwriters; Dave Kutch, mastering engineer
- Damn – Kendrick Lamar
  - DJ Dahi, Sounwave & Anthony Tiffith, producers; Derek "MixedByAli" Ali, James Hunt & Matt Schaeffer, engineers/mixers; K. Duckworth, D. Natche, M. Spears & A. Tiffith, songwriters; Mike Bozzi, mastering engineer
- Melodrama – Lorde
  - Jack Antonoff & Lorde, producers; Serban Ghenea, John Hanes & Laura Sisk, engineers/mixers; Jack Antonoff & Ella Yelich-O'Connor, songwriters; Randy Merrill, mastering engineer

Canción del año
- "That's What I Like"
  - Christopher Brody Brown, James Fauntleroy, Philip Lawrence, Bruno Mars, Ray Charles McCullough II, Jeremy Reeves, Ray Romulus & Jonathan Yip, songwriters (Bruno Mars)
- "Despacito (Remix)"
  - Ramón Ayala Rodríguez, Justin Bieber, Jason Boyd, Erika Ender, Luis Fonsi & Marty James Garton Jr., songwriters (Luis Fonsi & Daddy Yankee featuring Justin Bieber)
- "4:44"
  - Shawn Carter & Dion Wilson, songwriters (Jay-Z)
- "Issues"
  - Benjamin Levin, Mikkel Storleer Eriksen, Tor Erik Hermansen, Julia Michaels & Justin Drew Tranter, songwriters (Julia Michaels)
- 1-800-273-8255
  - Alessia Caracciolo, Sir Robert Bryson Hall II, Arjun Ivatury, Khalid Robinson & Andrew Taggart, songwriters (Logic featuring Alessia Cara & Khalid)

Mejor nuevo artista
- Alessia Cara
- Khalid
- Lil Uzi Vert
- Julia Michaels
- SZA

## Categoría específica

### Pop
Mejor interpretación pop solista
- "Shape of You" – Ed Sheeran
- "Love So Soft" – Kelly Clarkson
- "Praying" – Kesha
- "Million Reasons" – Lady Gaga
- "What About Us" – Pink

Mejor interpretación de pop de dúo/grupo
- "Feel It Still" – Portugal. The Man
- "Something Just like This" – The Chainsmokers y Coldplay
- "Despacito (Remix)" – Luis Fonsi y Daddy Yankee featuring Justin Bieber
- "Thunder" – Imagine Dragons
- "Stay" – Zedd and Alessia Cara

Mejor álbum de pop tradicional
- Tony Bennett Celebrates 90 – Dae Bennett, producer (various artists)
- Nobody but Me (deluxe version) – Michael Bublé
- Triplicate – Bob Dylan
- In Full Swing – Seth MacFarlane
- Wonderland – Sarah McLachlan

Mejor álbum de pop vocal
- ÷ – Ed Sheeran
- Kaleidoscope EP – Coldplay
- Lust for Life – Lana Del Rey
- Evolve – Imagine Dragons
- Rainbow – Kesha
- Joanne – Lady Gaga

### Dance/Electrónica
Mejor grabación dance
- "Tonite" – LCD Soundsystem
  - James Murphy, producer; James Murphy, mixer
- "Bambro Koyo Ganda" – Bonobo featuring Innov Gnawa
  - Bonobo, producer; Bonobo, mixer
- "Cola" – CamelPhat & Elderbrook
  - CamelPhat & Elderbrook, producers; CamelPhat, mixer
- "Andromeda" – Gorillaz featuring DRAM
  - Damon Albarn, Jamie Hewlett, Remi Kabaka & Anthony Khan, producers; Stephen Sedgwick, mixer
- "Line of Sight" – Odesza featuring WYNNE & Mansionair
  - Clayton Knight & Harrison Mills, producers; Eric J Dubowsky, mixer

Mejor álbum de dance/electrónica
- 3-D The Catalogue – Kraftwerk
- Migration – Bonobo
- Mura Masa – Mura Masa
- A Moment Apart – Odesza
- What Now – Sylvan Esso

### Contemporáneo instrumental
Mejor álbum contemporáneo instrumental
- Prototype – Jeff Lorber Fusion
- What If – The Jerry Douglas Band
- Spirit – Alex Han
- Mount Royal – Julian Lage y Chris Eldridge
- Bad Hombre – Antonio Sanchez

### Rock
Mejor interpretación de rock
- "You Want It Darker" – Leonard Cohen
- "The Promise" – Chris Cornell
- "Run" – Foo Fighters
- "No Good" – Kaleo
- "Go to War" – Nothing More

Mejor interpretación de metal
- "Sultan's Curse" – Mastodon
- "Invisible Enemy" – August Burns Red
- "Bloodlust" – Body Count
- "Forever" – Code Orange
- "Clockworks" – Meshuggah

Mejor canción de rock
- "Run"
  - Foo Fighters, composición por (Foo Fighters)
- "Atlas, Rise!"
  - James Hetfield and Lars Ulrich, songwriters (Metallica)
- "Blood in the Cut"
  - JT Daly and Kristine Flaherty, songwriters (K.Flay)
- "Go to War"
  - Ben Anderson, Jonny Hawkins, Will Hoffman, Daniel Oliver, David Pramik & Mark Vollelunga, songwriters (Nothing More)
- "The Stage"
  - Zachary Baker, Brian Haner, Matthew Sanders, Jonathan Seward & Brooks Wackerman, songwriters (Avenged Sevenfold)

Mejor álbum de rock
- A Deeper Understanding – The War on Drugs
- Emperor of Sand – Mastodon
- Hardwired... to Self-Destruct – Metallica
- The Stories We Tell Ourselves – Nothing More
- Villains – Queens of the Stone Age

### Alternativa
Mejor álbum de música alternativa
- Sleep Well Beast – The National
- Everything Now – Arcade Fire
- Humanz – Gorillaz
- American Dream – LCD Soundsystem
- Pure Comedy – Father John Misty

### R&B
Mejor interpretación de R&B
- "That's What I Like" – Bruno Mars
- "Get You" – Daniel Caesar featuring Kali Uchis
- "Distraction" – Kehlani
- "High" – Ledisi
- "The Weekend" – SZA

Mejor interpretación de R&B tradicional
- "Redbone" – Childish Gambino
- "Laugh and Move On" – The Baylor Project
- "What I'm Feelin'" – Anthony Hamilton featuring The Hamiltones
- "All the Way" – Ledisi
- "Still" – Mali Music

Mejor canción R&B
- "That's What I Like"
  - Christopher Brody Brown, James Fauntleroy, Philip Lawrence, Bruno Mars, Ray Charles McCullough II, Jeremy Reeves, Ray Romulus & Jonathan Yip, songwriters (Bruno Mars)
- "First Began"
  - PJ Morton, songwriter (PJ Morton)
- "Location"
  - Alfredo González, Olatunji Ige, Samuel David Jiminez, Christopher McClenney, Khalid Robinson & Joshua Scruggs, songwriters (Khalid)
- "Redbone"
  - Donald Glover & Ludwig Goransson, songwriters (Childish Gambino)
- "Supermodel"
  - Tyran Donaldson, Terrence Henderson, Greg Landfair Jr., Carter Lang & Solana Rowe, songwriters (SZA)

Mejor álbum urbano contemporáneo
- Starboy – The Weeknd
- Free 6lack – 6lack
- "Awaken, My Love!" – Childish Gambino
- American Teen – Khalid
- Ctrl – SZA

Mejor álbum R&B
- 24K Magic – Bruno Mars
- Freudian – Daniel Caesar
- Let Love Rule – Ledisi
- Gumbo – PJ Morton
- Feel the Real – Musiq Soulchild

### Rap
Mejor interpretación rap
- "Humble" – Kendrick Lamar
- "Bounce Back" – Big Sean
- "Bodak Yellow" – Cardi B
- "4:44" – Jay-Z
- "Bad and Boujee" – Migos featuring Lil Uzi Vert

Mejor interpretación de rap/cantada
- "Loyalty" – Kendrick Lamar featuring Rihanna
- "Prblms" – 6lack
- "Crew" – GoldLink featuring Brent Faiyaz & Shy Glizzy
- "Family Feud" – Jay-Z featuring Beyoncé
- "Love Galore" – SZA featuring Travis Scott

Mejor canción rap
- "Humble"
  - K. Duckworth, Asheton Hogan & M. Williams II, songwriters (Kendrick Lamar)
- "Bodak Yellow"
  - Belcalis Almanzar, Dieuson Octave, Klenord Raphael, Shaftizm, Jordan Thorpe & J White, songwriters (Cardi B)
- "Chase Me"
  - Judah Bauer, Brian Burton, Héctor Delgado, Jaime Meline, Antwan Patton, Michael Render, Russell Simins & Jon Spencer, songwriters (Danger Mouse featuring Run The Jewels & Big Boi)
- "Sassy"
  - Marlanna Evans, E. Gabouer, Jason Martin & Wyann Vaughn, songwriters (Rapsody)
- "The Story of O.J."
  - Shawn Carter & Dion Wilson, songwriters (Jay-Z)

Mejor álbum rap
- Damn – Kendrick Lamar
- 4:44 – Jay-Z
- Culture – Migos
- Laila's Wisdom – Rapsody
- Flower Boy – Tyler, the Creator

### Country
Mejor interpretación de country solista
- "Either Way" – Chris Stapleton
- "Body Like a Back Road" – Sam Hunt
- "Losing You" – Alison Krauss
- "Tin Man" – Miranda Lambert
- "I Could Use a Love Song" – Maren Morris

Mejor interpretación de country dúo/grupp
- "Better Man" – Little Big Town
- "It Ain't My Fault" – Brothers Osborne
- "My Old Man" – Zac Brown Band
- "You Look Good" – Lady Antebellum
- "Drinkin' Problem" – Midland

Mejor canción Country
- "Broken Halos"
  - Mike Henderson & Chris Stapleton, songwriters (Chris Stapleton)
- "Better Man"
  - Taylor Swift, songwriter (Little Big Town)
- "Body Like a Back Road"
  - Zach Crowell, Sam Hunt, Shane McAnally & Josh Osborne, songwriters (Sam Hunt)
- "Drinkin' Problem"
  - Jess Carson, Cameron Duddy, Shane McAnally, Josh Osborne & Mark Wystrach, songwriters (Midland)
- "Tin Man"
  - Jack Ingram, Miranda Lambert & Jon Randall, songwriters (Miranda Lambert)

Mejor álbum country
- From A Room: Volume 1 – Chris Stapleton
- Cosmic Hallelujah – Kenny Chesney
- Heart Break – Lady Antebellum
- The Breaker – Little Big Town
- Life Changes – Thomas Rhett

### New Age
Mejor álbum new age
- Dancing on Water – Peter Kater
- Reflection – Brian Eno
- SongVersation: Medicine – India Arie
- Sacred Journey of Ku-Kai, Volume 5 – Kitarō
- Spiral Revelation – Steve Roach

### Jazz
Mejor Interpretación Solista de Jazz instrumental
- "Miles Beyond" – John McLaughlin, soloist
- "Can't Remember Why" – Sara Caswell, soloist
- "Dance of Shiva" – Billy Childs, soloist
- "Whisper Not" – Fred Hersch, soloist
- "Ilimba" – Chris Potter, soloist

Mejor Álbum de Jazz Vocal
- Dreams and Daggers – Cécile McLorin Salvant
- The Journey – The Baylor Project
- A Social Call – Jazzmeia Horn
- Bad Ass and Blind – Raúl Midón
- Porter Plays Porter – Randy Porter Trio with Nancy King

Mejor Álbum de Jazz Instrumental
- Rebirth – Billy Childs
- Uptown, Downtown – Bill Charlap Trio
- Project Freedom – Joey DeFrancesco & The People
- Open Book – Fred Hersch
- The Dreamer Is the Dream – Chris Potter

Mejor Álbum de Jazz Conjunto
- Bringin' It – Christian McBride Big Band
- MONK'estra Vol. 2 – John Beasley
- Jigsaw – Alan Ferber Big Band
- Homecoming – Vince Mendoza & WDR Big Band Cologne
- Whispers on the Wind – Chuck Owen and the Jazz Surge

Mejor Álbum de Jazz Latino
- Jazz Tango – Pablo Ziegler Trio
- Hybrido - From Rio to Wayne Shorter – Antonio Adolfo
- Oddara – Jane Bunnett & Maqueque
- Outra Coisa – The Music of Moacir Santos – Anat Cohen & Marcello Gonçalves
- Típico – Miguel Zenón

### Gospel/cristiana contemporánea
Mejor canción Gospel interpretada
- "Never Have to Be Alone" – CeCe Winans
  - Dwan Hill & Alvin Love III, songwriters
- "Too Hard Not To" – Tina Campbell
  - Tina Campbell & Warryn Campbell, songwriters
- "You Deserve It" – JJ Hairston & Youthful Praise featuring Bishop Cortez Vaughn
  - David Bloom, JJ Hairston, Phontane Demond Reed & Cortez Vaughn, songwriters
- "Better Days" – Le'Andria
  - Le'Andria, songwriter
- "My Life" – The Walls Group
  - Warryn Campbell, Eric Dawkins, Damien Farmer, Damon Thomas, Ahjah Walls & Darrel Walls, songwriters

Mejor Interpretación de Música Cristiana Contemporánea
- "What a Beautiful Name" – Hillsong Worship
  - Ben Fielding & Brooke Ligertwood, songwriters
- "Oh My Soul" – Casting Crowns
  - Mark Hall, Bernie Herms & Nichole Nordeman, songwriters
- "Clean" – Natalie Grant
  - Natalie Grant, songwriter
- "Even If" – MercyMe
  - David García, Ben Glover, Crystal Lewis, MercyMe & Tim Timmons, songwriters
- "Hills and Valleys" – Tauren Wells
  - Chuck Butler, Jonathan Smith & Tauren Wells, songwriters

Mejor Álbum Gospel
- Let Them Fall in Love – CeCe Winans
- Crossover: Live From Music City – Travis Greene
- Bigger Than Me – Le'Andria Johnson
- Close – Marvin Sapp
- Sunday Song – Anita Wilson

Mejor Álbum de Música Cristiana Contemporánea
- Chain Breaker – Zach Williams
- Rise – Danny Gokey
- Echoes (deluxe edition) – Matt Maher
- Lifer – MercyMe
- Hills And Valleys – Tauren Wells

Best Roots Gospel Album
- Sing It Now: Songs of Faith & Hope – Reba McEntire
- The Best of The Collingsworth Family - Volume 1 – The Collingsworth Family
- Give Me Jesus – Larry Cordle
- Resurrection – Joseph Habedank
- Hope for All Nations – Karen Peck & New River

### Latin
Mejor Álbum de Pop Latino
- El Dorado – Shakira
- Lo Único Constante – Alex Cuba
- Mis Planes Son Amarte – Juanes
- Amar y Vivir (En Vivo Desde La Ciudad de México, 2017) – La Santa Cecilia
- Musas (Un Homenaje al Folclore Latinoamericano en Manos de Los Macorinos) – Natalia Lafourcade

Mejor álbum de rock latino, urbano o alternativo
- Residente – Residente
- Ayo – Bomba Estéreo
- Pa' Fuera – C4 Trío & Desorden Público
- Salvavidas de Hielo – Jorge Drexler
- El Paradise – Los Amigos Invisibles

Mejor Álbum de Música Regional Mexicana (incluyendo Tejana)
- Arrieros Somos – Sesiones Acústicas – Aida Cuevas
- Ni Diablo, Ni Santo – Julión Álvarez y Su Norteño Banda
- Ayer y Hoy – Banda el Recodo de Cruz Lizárraga
- Momentos – Álex Campos
- Zapateando en el Norte – (various artists)

Mejor Álbum Tropical Latino
- Salsa Big Band – Rubén Blades con Roberto Delgado & Orquesta
- Albita – Albita
- Art of the Arrangement – Doug Beavers
- Gente Valiente – Silvestre Dangond
- Indestructible – Diego el Cigala

### Música Americana
Mejor interpretación raíces americana
- "Killer Diller Blues" – Alabama Shakes
- "Let My Mother Live" – Blind Boys of Alabama
- "Arkansas Farmboy" – Glen Campbell
- "Steer Your Way" – Leonard Cohen
- "I Never Cared for You" – Alison Krauss

Mejor canción raíces americanas
- "If We Were Vampires"
  - Jason Isbell, songwriter (Jason Isbell and the 400 Unit)
- "Cumberland Gap"
  - David Rawlings & Gillian Welch, songwriters (David Rawlings)
- "I Wish You Well"
  - Raul Malo & Alan Miller, songwriters (The Mavericks)
- "It Ain't Over Yet"
  - Rodney Crowell, songwriter (Rodney Crowell featuring Rosanne Cash & John Paul White)
- "My Only True Friend"
  - Gregg Allman & Scott Sharrard, songwriters (Gregg Allman)

Mejor álbum americano
- The Nashville Sound – Jason Isbell and the 400 Unit
- Southern Blood – Gregg Allman
- Shine on Rainy Day – Brent Cobb
- Beast Epic – Iron & Wine
- Brand New Day – The Mavericks

Mejor álbum bluegrass
- Laws of Gravity – Infamous Stringdusters
- All the Rage: In Concert Volume One [Live] – Rhonda Vincent and the Rage
- Fiddler's Dream – Michael Cleveland
- Original – Bobby Osborne
- Universal Favorite – Noam Pikelny

Mejor álbum tradicional de blues
- Blue & Lonesome – The Rolling Stones
- Migration Blues – Eric Bibb
- Elvin Bishop's Big Fun Trio – Elvin Bishop's Big Fun Trio
- Roll and Tumble – R.L. Boyce
- Sonny & Brownie's Last Train – Guy Davis & Fabrizio Poggi

Mejor álbum de blues contemporáneo
- TajMo – Taj Mahal & Keb' Mo'
- Robert Cray & Hi Rhythm – Robert Cray & Hi Rhythm
- Recorded Live In Lafayette – Sonny Landreth
- Got Soul – Robert Randolph and the Family Band
- Live from the Fox Oakland – Tedeschi Trucks Band

Mejor álbum folk
- Mental Illness – Aimee Mann
- Semper Femina – Laura Marling
- The Queen of Hearts – Offa Rex (Olivia Chaney + The Decemberists)
- You Don't Own Me Anymore – The Secret Sisters
- The Laughing Apple – Yusuf / Cat Stevens

Mejor álbum de música regional
- Kalenda – The Lost Bayou Ramblers
- Top of the Mountain – Dwayne Dopsie and the Zydeco Hellraisers
- Ho'okena 3.0 – Ho'okena
- Miyo Kekisepa, Make a Stand [Live] – Northern Cree
- Pua Kiele – Josh Tatofi

### Reggae
Mejor Álbum Reggae
- Stony Hill – Damian "Jr. Gong" Marley
- Chronology – Chronixx
- Lost in Paradise – Common Kings
- Wash House Ting – J Boog
- Avrakedabra – Morgan Heritage

### World Music
Mejor Álbum de Música Mundial
- Shaka Zulu Revisited: 30th Anniversary Celebration – Ladysmith Black Mambazo
- Memoria De Los Sentidos – Vicente Amigo
- Para Mí – Concha Buika
- Rosa Dos Ventos – Anat Cohen & Trio Brasileiro
- Elwan – Tinariwen

### Infantil
Mejor Álbum Infantil
- Feel What U Feel – Lisa Loeb
- Brighter Side – Gustafer Yellowgold
- Lemonade – Justin Roberts
- Rise Shine #Woke – Alphabet Rockers
- Songs of Peace & Love for Kids & Parents Around the World – Ladysmith Black Mambazo

### Hablado
Mejor álbum hablado (Incluye poesía, libros de audio y la narración)
- The Princess Diarist – Carrie Fisher (posthumous)
- Astrophysics for People in a Hurry – Neil deGrasse Tyson
- Born to Run – Bruce Springsteen
- Confessions of a Serial Songwriter – Shelly Peiken
- Our Revolution: A Future to Believe In – Bernie Sanders and Mark Ruffalo

### Comedia
Mejor álbum de comedia
- The Age of Spin & Deep in the Heart of Texas – Dave Chappelle
- Cinco – Jim Gaffigan
- Jerry Before Seinfeld – Jerry Seinfeld
- A Speck of Dust – Sarah Silverman
- What Now? – Kevin Hart

### Música teatral
Mejor álbum de música teatral
- Dear Evan Hansen – Laura Dreyfuss, Mike Faist, Rachel Bay Jones, Kristolyn Lloyd, Michael Park, Ben Platt, Will Roland & Jennifer Laura Thompson, principal soloists; Pete Ganbarg, Alex Lacamoire, Stacey Mindich, Benj Pasek & Justin Paul, producers; Benj Pasek & Justin Paul, composers/lyricists (Original Broadway Cast Recording)
- Come from Away – Ian Eisendrath, August Eriksmoen, David Hein, David Lai & Irene Sankoff, producers; David Hein & Irene Sankoff, composers/lyricists (Original Broadway Cast Recording)
- Hello, Dolly! – Bette Midler, principal soloist; Steven Epstein, producer; (Jerry Herman, composer and lyricist) (New Broadway Cast Recording)

### Música para Medio visual
Mejor canción escrita para una película, televisión u otro medio visual
- La La Land – (various artists)
  - Marius de Vries & Justin Hurwitz, compilation producers
- Baby Driver – (various artists)
  - Edgar Wright, compilation producer
- Guardians of the Galaxy Vol. 2: Awesome Mix Vol. 2 – (various artists)
  - James Gunn, compilation producer
- Hidden Figures: The Album – (various artists)
  - Pharrell Williams, compilation producer
- Moana: The Songs – (various artists)
  - Opetaia Foa'i, Tom MacDougall, Mark Mancina & Lin-Manuel Miranda, compilation producers

Mejor álbum de banda sonora para medio visual
- La La Land – Justin Hurwitz, composer
- Arrival – Jóhann Jóhannsson, composer
- Dunkirk – Hans Zimmer, composer
- Game of Thrones: Season 7 – Ramin Djawadi, composer
- Hidden Figures – Benjamin Wallfisch, Pharrell Williams & Hans Zimmer, composers

Mejor canción escrita para una película, televisión u otro medio visual
- "How Far I'll Go" (from Moana) – Lin-Manuel Miranda, songwriter (Auli'i Cravalho)
- "City of Stars" (from La La Land) – Justin Hurwitz, Benj Pasek & Justin Paul, songwriters (Ryan Gosling & Emma Stone)
- "I Don't Wanna Live Forever" (from Fifty Shades Darker) – Jack Antonoff, Sam Dew & Taylor Swift, songwriters (Zayn & Taylor Swift)
- "Never Give Up" (from Lion) – Sia Furler & Greg Kurstin, songwriters (Sia)
- "Stand Up for Something" (from Marshall) – Common, Andra Day & Diane Warren, songwriters (Andra Day featuring Common)

### Composición
Mejor composición instrumentaL
- "Three Revolutions"
  - Arturo O'Farrill, compositor (Arturo O'Farrill & Chucho Valdés)
- "Alkaline"
  - Pascal Le Boeuf, compositor (Le Boeuf Brothers & JACK Quartet)
- "Choros #3"
  - Vince Mendoza, compositor (Vince Mendoza & WDR Big Band Cologne)
- "Warped Cowboy"
  - Chuck Owen, compositor (Chuck Owen and the Jazz Surge)
- "Home Free (For Peter Joe)"
  - Nate Smith, compositor (Nate Smith)

### Arreglo
Mejor arreglo, instrumental o a capella
- "Escapades for Alto Saxophone and Orchestra" from Catch Me If You Can
  - John Williams, arranger (John Williams)
- "Ugly Beauty"/"Pannonica"
  - John Beasley, arranger (John Beasley)
- "All Hat, No Saddle"
  - Chuck Owen, arranger (Chuck Owen and the Jazz Surge)
- "Home Free (For Peter Joe)"
  - Nate Smith, arranger (Nate Smith)
- "White Christmas"
  - Chris Walden, arranger (Herb Alpert)

Mejor arreglo, instrumental y vocales
- "Putin"
  - Randy Newman, arranger (Randy Newman)
- "I Loves You Porgy"/"There's a Boat That's Leavin' Soon for New York"
  - Shelly Berg, Gregg Field, Gordon Goodwin & Clint Holmes, arrangers (Clint Holmes featuring Dee Dee Bridgewater and the Count Basie Orchestra)
- "Every Time We Say Goodbye"
  - Jorge Calandrelli, arranger (Clint Holmes featuring Jane Monheit)
- "Another Day of Sun"
  - Justin Hurwitz, arranger (La La Land cast)
- "I Like Myself"
  - Joel McNeely, arranger (Seth MacFarlane)

### Embalaje
Mejor diseño de empaque
- El Orisha de la Rosa
  - Claudio Roncoli & Cactus Taller Gráfico (Carlos Dussán, Juliana Jaramillo Buenaventura y Juan Felipe Martinez) art directors (Magín Díaz)
- Pure Comedy (Deluxe Edition)
  - Sasha Barr, Ed Steed & Josh Tillman, art directors (Father John Misty)
- Mura Masa
  - Alex Crossan & Matt de Jong, art directors (Mura Masa)
- Sleep Well Beast
  - Elyanna Blaser-Gould, Luke Hayman & Andrea Trabucco-Campos, art directors (The National)
- Solid State
  - Gail Marowitz, art director (Jonathan Coulton)

Mejor empaque en caja o edición especial limitada
- The Voyager Golden Record: 40th Anniversary Edition
  - Lawrence Azerrad, Timothy Daly & David Pescovitz, art directors (Various Artists)
- Bobo Yeye: Belle Epoque In Upper Volta
  - Tim Breen, art director (Various Artists)
- Lovely Creatures: The Best of Nick Cave and the Bad Seeds
  - Tom Hingston, art director (Nick Cave and the Bad Seeds)
- May 1977: Get Shown the Light
  - Masaki Koike, art director (Grateful Dead)
- Warfaring Strangers: Acid Nightmares
  - Tim Breen, Benjamin Marra & Ken Shipley, art directors (Various Artists)

### Histórico
Histórico
- Leonard Bernstein – The Composer
  - Robert Russ, compilation producer; Martin Kistner & Andreas K. Meyer, mastering engineers (Leonard Bernstein)
- Bobo Yeye: Belle Epoque in Upper Volta
  - Jon Kirby, Florent Mazzoleni, Rob Sevier & Ken Shipley, compilation producers; Jeff Lipton & Maria Rice, mastering engineers (Various Artists)
- The Goldberg Variations – The Complete Unreleased Recording Sessions June 1955
  - Robert Russ, compilation producer; Matthias Erb, Martin Kistner & Andreas K. Meyer, mastering engineers (Glenn Gould)
- Sweet as Broken Dates: Lost Somali Tapes from the Horn of Africa
  - Nicolas Sheikholeslami & Vik Sohonie, compilation producers; Michael Graves, mastering engineer (Various Artists)
- Washington Phillips and His Manzarene Dreams
  - Michael Corcoran, April G. Ledbetter & Steven Lance Ledbetter, compilation producers; Michael Graves, mastering engineer (Washington Phillips)

### Ingeniería
Mejor diseño de música no clásica
- 24K Magic
  - Serban Ghenea, John Hanes & Charles Moniz, engineers; Tom Coyne, mastering engineer (Bruno Mars)
- Every Where Is Some Where
  - Brent Arrowood, Miles Comaskey, JT Daly, Tommy English, Kristine Flaherty, Adam Hawkins, Chad Howat & Tony Maserati, engineers; Joe LaPorta, mastering engineer (K.Flay)
- Is This the Life We Really Want?
  - Nigel Godrich, Sam Petts-Davies & Darrell Thorp, engineers; Bob Ludwig, mastering engineer (Roger Waters)
- Natural Conclusion
  - Ryan Freeland, engineer; Joao Carvalho, mastering engineer (Rose Cousins)
- No Shape
  - Shawn Everett & Joseph Lorge, engineers; Patricia Sullivan, mastering engineer (Perfume Genius)

Mejor diseño de música clásica
- Shostakovich: Symphony No. 5; Barber: Adagio
  - Mark Donahue, engineer (Manfred Honeck & Pittsburgh Symphony Orchestra)
- Danielpour: Songs of Solitude & War Songs
  - Gary Call, engineer (Thomas Hampson, Giancarlo Guerrero & the Nashville Symphony)
- Kleiberg: Mass for Modern Man
  - Morten Lindberg, engineer (Eivind Gulliberg Jensen, Trondheim Vokalensemble & Trondheim Symphony Orchestra)
- Schoenberg, Adam: American Symphony; Finding Rothko; Picture Studies
  - Keith O. Johnson & Sean Royce Martin, engineers (Michael Stern & the Kansas City Symphony)
- Tyberg: Masses
  - John Newton, engineer; Jesse Brayman, mastering engineer (Brian A. Schmidt, Christopher Jacobson & South Dakota Chorale)

### Productores
Productor del año de música no clásica
- Greg Kurstin
  - Concrete and Gold (Foo Fighters)
  - "Dear Life" (Beck)
  - "Dusk Till Dawn" (Zayn featuring Sia)
  - "Love" (Kendrick Lamar featuring Zacari)
  - "Strangers" (Halsey featuring Lauren Jauregui)
  - "Wall of Glass" (Liam Gallagher)
- Calvin Harris
  - "Don't Quit" (DJ Khaled & Calvin Harris featuring Travis Scott & Jeremih)
  - Funk Wav Bounces Vol. 1 (Calvin Harris featuring Various Artists)
- Blake Mills
  - Darkness and Light (John Legend)
  - Eternally Even (Jim James)
  - "God Only Knows" (John Legend & Cynthia Erivo featuring yMusic)
  - Memories Are Now (Jesca Hoop)
  - No Shape (Perfume Genius)
  - Semper Femina (Laura Marling)
- No I.D.
  - "America" (Logic featuring Black Thought, Chuck D, Big Lenbo & No I.D.)
  - The Autobiography (Vic Mensa)
  - 4:44 (Jay-Z)
- The Stereotypes
  - "Before I Do" (Sevyn Streeter)
  - "Better" (Lil Yachty featuring Stefflon Don)
  - "Deliver" (Fifth Harmony)
  - "Finesse" (Bruno Mars)
  - "Mo Bounce" (Iggy Azalea)
  - "Sunshine" (Kyle featuring Miguel)
  - "That's What I Like" (Bruno Mars)

Productor del año de música clásica
- David Frost
  - Alma Española (Isabel Leonard)
  - Amplified Soul (Gabriela Martinez)
  - Beethoven: Piano Sonatas, Vol. 6 (Jonathan Biss)
  - Bruckner: Symphony No. 9 (Riccardo Muti & Chicago Symphony Orchestra)
  - Garden Of Joys And Sorrows (Hat Trick Trio)
  - Laks: Chamber Works (ARC Ensemble)
  - Schoenberg, Adam: American Symphony; Finding Rothko; Picture Studies (Michael Stern & Kansas City Symphony)
  - Troika (Matt Haimovitz & Christopher O’Riley)
  - Verdi: Otello (Yannick Nézet-Séguin, Günther Groissböck, Željko Lu?i?, Dimitri Pittas, Aleksandrs Antonenko, Sonya Yoncheva, The Metropolitan Opera Orchestra & Chorus)
- Blanton Alspaugh
  - Adamo: Becoming Santa Claus (Emmanuel Villaume, Kevin Burdette, Keith Jameson, Lucy Schaufer, Hila Plitmann, Matt Boehler, Jonathan Blalock, Jennifer Rivera & Dallas Opera Orchestra)
  - Aldridge: Sister Carrie (William Boggs, Keith Phares, Matt Morgan, Alisa Suzanne Jordheim, Stephen Cunningham, Adriana Zabala, Florentine Opera Chorus & Milwaukee Symphony Orchestra)
  - Copland: Symphony No. 3; Three Latin American Sketches (Leonard Slatkin & Detroit Symphony Orchestra)
  - Death & The Maiden (Patricia Kopatchinskaja & The Saint Paul Chamber Orchestra)
  - Handel: Messiah (Andrew Davis, Noel Edison, Toronto Mendelssohn Choir & Toronto Symphony Orchestra)
  - Haydn: Symphonies Nos. 53, 64 & 96 (Carlos Kalmar & Oregon Symphony)
  - Heggie: It's A Wonderful Life (Patrick Summers, William Burden, Talise Trevigne, Andrea Carroll, Rod Gilfry & Houston Grand Opera)
  - Tyberg: Masses (Brian A. Schmidt, Christopher Jacobson & South Dakota Chorale)
- Manfred Eicher
  - Mansurian: Requiem (Alexander Liebreich, Florian Helgath, RIAS Kammerchor & Münchener Kammerorchester)
  - Monk, M.: On Behalf Of Nature (Meredith Monk & Vocal Ensemble)
  - Point & Line - Debussy And Hosokawa (Momo Kodama)
  - Rímur (Arve Henriksen & Trio Mediaeval)
  - Silvestrov: Hieroglyphen Der Nacht (Anja Lechner)
- Morten Lindberg
  - Furatus (Ole Edvard Antonsen & Wolfgang Plagge)
  - Interactions (Bård Monsen & Gunnar Flagstad)
  - Kleiberg: Mass For Modern Man (Eivind Gullberg Jensen, Trondheim Vokalensemble & Trondheim Symphony Orchestra)
  - Minor Major (Oslo String Quartet)
  - Northern Timbre (Ragnhild Hemsing & Tor Espen Aspaas)
  - So Is My Love (Nina T. Karlsen & Ensemble 96)
  - Thoresen: Sea Of Names (Trond Schau)
- Judith Sherman
  - American Nocturnes (Cecile Licad)
  - The Birthday Party (Aki Takahashi)
  - Discovering Bach (Michelle Ross)
  - Foss: Pieces Of Genius (New York New Music Ensemble)
  - Secret Alchemy - Chamber Works By Pierre Jalbert (Curtis Macomber & Michael Boriskin)
  - Sevenfive - The John Corigliano Effect (Gaudette Brass)
  - Sonic Migrations - Music Of Laurie Altman (Various Artists)
  - Tribute (Dover Quartet)
  - 26 (Melia Watras & Michael Jinsoo Lim)

### Remezcla
Mejor grabación remezclada no clásica
- - Dennis White, mezclador (Depeche Mode)
- "Can't Let You Go" (Louie Vega Roots Mix)
  - Louie Vega, mezclador (Loleatta Holloway)
- "Funk O'De Funk" (Smle Remix)
  - Smle, mezclador (Bobby Rush)
- "Undercover" (Adventure Club Remix)
  - Leighton James & Christian Srigley, mezclador (Kehlani)
- "A Violent Noise" (Four Tet Remix)
  - Four Tet, mezclador (The XX)

### Sonido envolvente
Mejor álbum con sonido envolvente
- Early Americans
  - Jim Anderson, surround mix engineer; Darcy Proper, surround mastering engineer; Jim Anderson & Jane Ira Bloom, surround producers (Jane Ira Bloom)
- Kleiberg: Mass for Modern Man
  - Morten Lindberg, surround mix engineer; Morten Lindberg, surround mastering engineer; Morten Lindberg, surround producer (Eivind Gullberg Jensen & Trondheim Symphony Orchestra and Choir)
- So Is My Love
  - Morten Lindberg, surround mix engineer; Morten Lindberg, surround mastering engineer; Morten Lindberg, surround producer (Nina T. Karlsen & Ensemble 96)
- 3-D The Catalogue
  - Fritz Hilpert, surround mix engineer; Tom Ammermann, surround mastering engineer; Fritz Hilpert, surround producer (Kraftwerk)
- Tyberg: Masses
  - Jesse Brayman, surround mix engineer; Jesse Brayman, surround mastering engineer; Blanton Alspaugh, surround producer (Brian A. Schmidt, Christopher Jacobson & South Dakota Chorale)

### Clásica
Mejor interpretación orquestal
- Shostakovich: Symphony No. 5; Barber: Adagio
  - Manfred Honeck, conductor (Pittsburgh Symphony Orchestra)
- Concertos for Orchestra
  - Louis Langrée, conductor (Cincinnati Symphony Orchestra)
- Copland: Symphony No. 3; Three Latin American Sketches
  - Leonard Slatkin, conductor (Detroit Symphony Orchestra)
- Debussy: Images; Jeux & La Plus Que Lente
  - Michael Tilson Thomas, conductor (San Francisco Symphony)
- Mahler: Symphony No. 5
  - Osmo Vänskä, conductor (Minnesota Orchestra)

Mejor grabación de opera
- Berg: Wozzeck
  - Hans Graf, conductor; Anne Schwanewilms & Roman Trekel, soloists; Hans Graf, producer (Houston Symphony; Chorus Of Students And Alumni, Shepherd School of Music, Rice University & Houston Grand Opera Children's Chorus)
- Berg: Lulu
  - Lothar Koenigs, conductor; Daniel Brenna, Marlis Petersen & Johan Reuter, soloists; Jay David Saks, producer (The Metropolitan Opera Orchestra)
- Bizet: Les Pêcheurs De Perles
  - Gianandrea Noseda, conductor; Diana Damrau, Mariusz Kwiecień, Matthew Polenzani & Nicolas Testé, soloists; Jay David Saks, producer (The Metropolitan Opera Orchestra; The Metropolitan Opera Chorus)
- Händel: Ottone
  - George Petrou, conductor; Max Emanuel Cencic & Lauren Snouffer, soloists; Jacob Händel, producer (Il Pomo D'Oro)
- Rimsky-Korsakov: The Golden Cockerel
  - Valery Gergiev, conductor; Vladimir Feliauer, Aida Garifullina & Kira Loginova, soloists; Ilya Petrov, producer (Mariinsky Orchestra; Mariinsky Chorus)

Mejor interpretación coral
- Bryars: The Fifth Century
  - Donald Nally, conductor; The Crossing, choir (PRISM, ensemble)
- Händel: Messiah
  - Andrew Davis, conductor; Noel Edison, chorus master; Toronto Mendelssohn Choir (Elizabeth DeShong, John Relyea, Andrew Staples & Erin Wall, soloists; Toronto Symphony Orchestra)
- Mansurian: Requiem
  - Alexander Liebreich, conductor; Florian Helgath, chorus master; RIAS Kammerchor (Anja Petersen & Andrew Redmond, soloists; Münchener Kammerorchester)
- Music of the Spheres
  - Nigel Short, conductor; Tenebrae (choir)
- Tyberg: Masses
  - Brian A. Schmidt, conductor; South Dakota Chorale (Christopher Jacobson, soloist)

Mejor interpretación de conjunto pequeño
- Death & the Maiden
  - Patricia Kopatchinskaja & the Saint Paul Chamber Orchestra
- Buxtehude: Trio Sonatas Op. 1
  - Arcangelo
- Divine Theatre - Sacred Motets by Giaches de Wert
  - Stile Antico
- Franck, Kurtág, Previn & Schumann
  - Joyce Yang & Augustin Hadelich
- Martha Argerich & Friends - Live From Lugano 2016
  - Martha Argerich & Various Artists

Mejor solista instrumental clásico
- Transcendal
  - Daniil Trifonov
- Bach: The French Suites
  - Murray Perahia
- Haydn: Cello Concertos
  - Steven Isserlis; Florian Donderer, conductor (The Deutsche Kammerphilharmonie Bremen)
- Levina: The Piano Concertos
  - Maria Lettberg; Ariane Matiakh, conductor (Rundfunk-Sinfonieorchester Berlin)
- Shostakovich: Violin Concertos Nos. 1 & 2
  - Frank Peter Zimmermann; Alan Gilbert, conductor (NDR Elbphilharmonie Orchester)

Mejor solista vocal clásico
- Crazy Girl Crazy - Music by Gershwin, Berg & Berio
  - Barbara Hannigan
- Bach & Telemann: Sacred Cantatas
  - Philippe Jarousky, soloist; Petra Müllejans, conductor
- Gods & Monsters
  - Nicholas Phan, soloist; Myra Huang, accompanist
- In War & Peace - Harmony Through Music
  - Joyce DiDonato, soloist; Maxim Emelyanychev, conductor
- Sviridov: Russia Cast Adrift
  - Dmitri Hvorostovsky, soloist; Constantine Orbelian, conductor

Mejor compendio musical clásico
- Higdon: All Things Majestic, Viola Concerto & Oboe Concerto
  - Giancarlo Guerrero, conductor; Tim Handley, producer
- Barbara
  - Alexandre Tharaud, conductor; Cécile Lenoir, producer
- Kurtág: Complete Works for Ensemble & Choir
  - Reinbert de Leeuw, conductor; Guido Tichelman, producer
- Les Routes de l'Esclavage
  - Jordi Savall, conductor; Benjamin Bletton, producer
- Mademoiselle: Première Audience - Unknown Music of Nadia Boulanger
  - Lucy Mauro, pianist and producer

Mejor composición de música clásica contemporánea
- Viola Concerto
  - Jennifer Higdon, composer (Roberto Diaz, Giancarlo Geurrero & the Nashville Symphony)
- Songs of Solitude
  - Richard Danielpour, composer (Thomas Hampson, Giancarlo Guerrero & the Nashville Symphony)
- Requiem
  - Tigran Mansurian, composer (Alexander Liebreich, Florian Helgath, the RIAS Kammerchor & the Münchener Kammerorchester)
- Picture Studies
  - Adam Schoenberg, composer (Michael Stern & the Kansas City Symphony)
- Concerto for Orchestra
  - Zhou Tian, composer (Louis Langrée & the Cincinnati Symphony Orchestra)

### Video musical
Mejor video musical
- "Humble" – Kendrick Lamar
  - The Little Homies & Dave Meyers, video directors; Jason Baum, Dave Free, Jamie Rabineau, Nathan K. Scherrer & Anthony Tiffith, video producers
- "Up All Night" – Beck
  - Canadá, video director; Alba Barneda, Laura Serra Estorch & Oscar Romagosa, video producers
- "Makeba" – Jain
  - Lionel Hirle & Gregory Ohrel, video directors; Yodelice, video producer
- "The Story of O.J." – Jay-Z
  - Shawn Carter & Mark Romanek, video directors; Daniel Midgley, Elizabeth Newman & Chaka Pilgrim, video producers
- "1-800-273-8255" – Logic featuring Alessia Cara & Khalid
  - Andy Hines, video director; Brandon Bonfiglio, Mildred Delamota, Andrew Lerios, Luga Podesta & Alex Randal, video producers

Mejor video musical de formato largo
- The Defiant Ones – (various artists)
  - Allen Hughes, video director; Sarah Anthony, Fritzi Horstman, Broderick Johnson, Gene Kirkwood, Andrew Kosove, Laura Lancaster, Michael Lombardo, Jerry Longarzo, Doug Pray & Steven Williams, video producers
- One More Time With Feeling – Nick Cave & The Bad Seeds
  - Andrew Dominik, video director; Dulcie Kellett & James Wilson, video producers
- Long Strange Trip – The Grateful Dead
  - Amir Bar-Lev, video director; Alex Blavatnik, Ken Dornstein, Eric Eisner, Nick Koskoff, Justin Kreutzmann, video producers
- Soundbreaking – (various artists)
  - Maro Chermayeff & Jeff Dupre, video directors; Joshua Bennett, Julia Marchesi, Sam Pollard, Sally Rosenthal, Amy Schewel & Warren Zanes, video producers
- Two Trains Runnin' – (various artists)
  - Sam Pollard, video director; Benjamin Hedin, productor